# Hip-hop finlandais

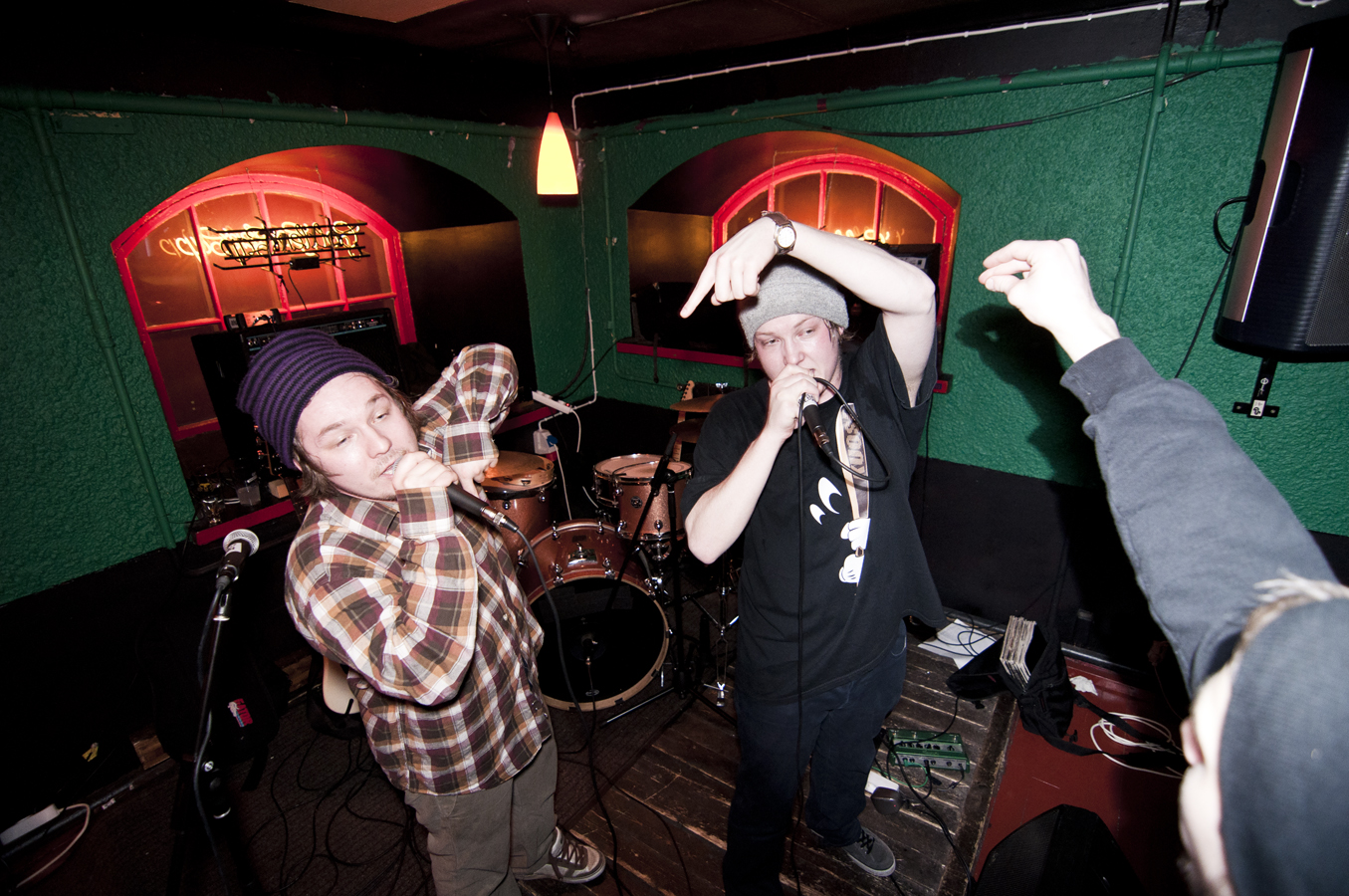
Les rappeurs finlandais Are et Stepa.

Le hip-hop finlandais, ou suomirap dans le dialecte local, désigne de la musique hip-hop chantée en finnois, parfois accompagnée d'anglais. Le hip-hop émerge en Finlande au début des années 1980, et atteint à une certaine popularité au début des années 1990.

## Histoire
Le hip-hop émerge en Finlande avec l'arrivée du graffiti. Les jeunes graffeurs se regroupaient à Helsinki dans un bâtiment appelé Lepakko où, depuis le milieu des années 1980, étaient organisés des concours de breakdance et des soirées hip-hop. Les premiers groupes de hip-hop finlandais étaient The Master Brothers et Definite Three (plus tard Definite Four). La première chanson hip-hop du pays s'intitule I'm Young, Beautiful and Natural de Njassa et the Lost Division, publiée en 1983,.
Le rap finlandais attire initialement l'attention à la fin des années 1980, lorsque le groupe de rap local Pääkköset publie son premier album, inspiré par les Beastie Boys. Les paroles américaines du groupe étaient traduites en finnois. La première approche des groupes finlandais était l'humour.
Les groupes et artistes du genre commencent à se populariser au début des années 1990. Notamment, Niko Toiskallio qui transforme l'image humoristique du hip-hop finlandais en une image plus sérieuse et violente au milieu des années 1990.  ce moment, les groupes underground se séparent. En 1991 sort l'album en anglais Cools Sheiks featuring Damn the Band: Serve Cool de Karri Miettisen (Paleface), le premier album local devenu international.